# جيما هايز
جيما هايز (بالإنجليزية: Gemma Hayes)‏ هي مغنية مؤلفة ومغنية أيرلندية، ولدت في 11 أغسطس 1977 في Ballyporeen ‏ في جمهورية أيرلندا.

## وصلات خارجية
- الموقع الرسمي
- جيما هايز على موقع IMDb (الإنجليزية)
- جيما هايز على موقع ميوزك برينز (الإنجليزية)
- جيما هايز على موقع أول ميوزيك (الإنجليزية)
- جيما هايز على موقع ديسكوغز (الإنجليزية)